# Gonzalo von Sobrarbe und Ribagorza
Gonzalo († 26. Juni 1045 bei Monclús) war von 1035 bis 1045 König eines kurzlebigen Königreichs das die Regionen Ribagorza und Sobrarbe umfasste. Er war einer von vier Söhnen des Königs Sancho III. von Navarra und der dritte aus dessen Ehe mit Munia Mayor von Kastilien; seine Brüder waren García III. von Navarra († 1054) und Ferdinand I. von León-Kastilien († 1065), sowie der Halbbruder Ramiro I. von Aragón († 1063).

Das Reich Sanchos III. von Navarra.

Sancho III. hatte während seiner tatkräftigen Herrschaft das baskische Navarra und mit ihm das regierende Haus Jiménez zur Hegemonialmacht unter den christlichen Reichen der iberischen Halbinsel aufgebaut, vor allem indem er das westlich an Navarra angrenzende Kastilien übernehmen und im Anschluss die leónesische Königskrone für seine Dynastie sichern konnte. Aber auch nach Osten hin in den Pyrenäenraum hinein hatte er sein Reich durch die Annexion der Grafschaft Ribagorza und der mit ihr assoziierten Landschaft Sobrarbe erweitern können. Beide Landschaften hatten ursprünglich zu der von Karl den Großen gegründeten spanischen Mark des Frankenreichs gehört, waren allerdings durch dynastische Bande ihres Grafenhauses bereits eng an das navarresische Königshaus gebunden. Das Aussterben des alten Grafenhauses 1017 hatte Sancho III. die Gelegenheit geboten, sie seinem Reich einzuverleiben. 
Vor seinem Tod 1035 hatte Sancho III. sein Reich unter seinen vier Söhnen aufgeteilt. Der älteste García III. hatte das Stammland Navarra erhalten, während der jüngste Ferdinand I. das ererbte Kastilien und die Anwartschaft auf die leónesische Krone übernahm. Der unehelich geborene Ramiro I. hatte das verhältnismäßig kleine Aragón erhalten, das ebenfalls einst eine Grafschaft der spanischen Mark gewesen und schon zu einem früheren Zeitpunkt von Navarra annektiert worden war, genauso wie Gonzalo mit Ribagorza und Sobrarbe den geringsten Anteil vom väterlichen Erbe erhalten hatte. Allerdings hatte er dafür wie alle seine Brüder auch die Königswürde zuerkannt bekommen, mit der er in einer im Kloster San Juan de la Peña ausgestellten Urkunde vom 22. August 1036 erstmals genannt wird (rex Gundesalbus in Ripagorza). Über seine Herrschaft in seinem kleinen Königreich ist wenig bekannt, nur acht von ihm mitsignierte Urkunden sind bekannt, in denen er lediglich als Zeuge für Handlungen seiner Brüder Ramiro I. und García III. auftritt, was nicht gerade für eine selbständige Herrschaft spricht. Selbst in zeitgenössischen Chroniken findet er keine Erwähnung. Seine Ermordung am 26. Juni 1045 durch einen seiner Gefolgsmänner, der ihn von einer Brücke bei Monclús in den Ésera gestürzt hatte, wird lediglich in zwei späten Chroniken aus dem 13. und 14. Jahrhundert beschrieben. Er wurde im Kloster San Victorián bei El Pueyo de Araguás bestattet. Das kleine Königreich Sobrarbe-Ribagorza wurde durch Ramiro I. mit Aragón vereint.

## Weblink
- SANCHO III 999-1035 bei Foundation for Medieval Genealogy.

| Vorgänger               | Amt                                        | Nachfolger           |
| ----------------------- | ------------------------------------------ | -------------------- |
| Sancho III. von Navarra | König von Sobrarbe und Ribagorza 1035–1045 | Ramiro I. von Aragón |

| Personendaten    | Personendaten                    |
| ---------------- | -------------------------------- |
| NAME             | Gonzalo                          |
| KURZBESCHREIBUNG | König von Sobrarbe und Ribagorza |
| GEBURTSDATUM     | 11. Jahrhundert                  |
| STERBEDATUM      | 26. Juni 1045                    |
| STERBEORT        | Monclús                          |